# British Home Championship 1935/36
Die British Home Championship 1935/36 war die 48. Auflage des im Round-Robin-System ausgetragenen Fußballwettbewerbs zwischen den vier britischen Nationalmannschaften von England, Irland (ab 1950/51 Nordirland), Schottland und Wales.
| Pl. | Nationalmannschaft | Sp. | S | U | N | Tore    | Punkte |
| --- | ------------------ | --- | - | - | - | ------- | ------ |
| 1.  | Schottland         | 3   | 1 | 2 | 0 | 004:300 | 04:20  |
| 2.  | England            | 3   | 1 | 1 | 1 | 005:400 | 03:30  |
| 3.  | Wales              | 3   | 1 | 1 | 1 | 005:500 | 03:30  |
| 4.  | Irland             | 3   | 1 | 0 | 2 | 005:700 | 02:40  |

|                                                     |   |            |           |
| 5. Oktober 1935 in Cardiff (Ninian Park)            |   |            |           |
| Wales                                               | – | Schottland | 1:1 (1:1) |
| 19. Oktober 1935 in Belfast (Windsor Park)          |   |            |           |
| Irland                                              | – | England    | 1:3 (1:0) |
| 13. November 1935 in Edinburgh (Tynecastle Stadium) |   |            |           |
| Schottland                                          | – | Irland     | 2:1 (0:0) |
| 5. Februar 1936 in Wolverhampton (Molineux Stadium) |   |            |           |
| England                                             | – | Wales      | 1:2 (1:0) |
| 11. März 1936 in Belfast (Celtic Park)              |   |            |           |
| Irland                                              | – | Wales      | 3:2 (1:2) |
| 4. April 1936 in London (Wembley Stadium)           |   |            |           |
| England                                             | – | Schottland | 1:1 (1:0) |